# Sten Hagander
Sten Hagander, född 22 november 1891 i Nyköping, död 22 april 1981 i Kalmar, var en svensk friidrottare (höjdhopp, tresteg och spjutkastning). Han tävlade för klubben AIK.